# 薩特利 (加利福尼亞州)
薩特利（英語：Sattley）是位於美國加利福尼亞州謝拉縣的一個人口普查指定地區。

## 地理
薩特利的座標為39°36′58″N 120°25′38″W / 39.61611°N 120.42722°W，而該地最高點為海拔高度1508米（即4947英尺）。

## 人口
根據2010年美國人口普查的數據，薩特利的面積為5.307平方千米，當中陸地面積為5.302平方千米，而水域面積為0.005平方千米。當地共有人口49人，而人口密度為每平方千米9人。